# Đoàn Nguyên Đức
Đoàn Nguyên Đức (sinh ngày 6 tháng 12 năm 1962) là doanh nhân, chủ tịch tập đoàn Hoàng Anh Gia Lai. Là ông chủ của CLB bóng đá Hoàng Anh Gia Lai, ông còn được gọi là Bầu Đức.
Năm 2011, ông được Wall Street Journal đánh giá là một trong 30 doanh nhân quyền lực nhất Đông Nam Á.

## Tiểu sử
Đoàn Nguyên Đức sinh ra trong gia đình có 10 anh chị em ruột, quê quán tại xã Nhơn Mỹ, huyện An Nhơn, tỉnh Bình Định. Bố là ông Đoàn Tiến Quyết và mẹ là Nguyễn Thị Thơm.
Năm 1965 khi mới 3 tuổi, theo cả gia đình chuyển lên An Phú, Pleiku, Gia Lai sinh sống. Do nhà nghèo nên từ nhỏ việc gì vất vả ông đã đều làm qua. Gia đình ông chuyển lên Gia Lai cũng vẫn làm ruộng, làm rẫy, làm thuê như khi còn ở Bình Định.
Sau khi tốt nghiệp cấp 3 hệ 12 năm (năm 1982), ông Đức lên Thành phố Hồ Chí Minh thi đại học nhưng thi trượt. Đoàn Nguyên Đức tiếp tục vừa làm vừa học, quyết thi đại học, nhưng tới lần thi thứ 4, ông vẫn không đậu.
"Con đường học vấn không mỉm cười với mình thì nên chọn con đường khác. Mọi con sông đều dẫn ra biển lớn, mọi con đường đều chia ra những lối rẽ riêng".

## Gia đình
Ông và vợ là bà Hoàng Thị Ngọc Bích có ba người con là Đoàn Hoàng Anh, Đoàn Hoàng Nam và Đoàn Hoàng Nam Anh. Vợ ông không nắm giữ % cổ phần nào trong Tập đoàn của gia đình.
Ba con của ông đều đang học tập và làm việc tại Singapore. Trong đó, con gái Đoàn Hoàng Anh làm việc trong một ngân hàng nước ngoài. Vợ ông cũng sống tại Singapore để tiện chăm sóc con cái.

## Sự nghiệp
Sau một thời gian làm thuê, ông Đức tích góp được một khoản tiền đủ để mở một xưởng nhỏ chuyên đóng bàn ghế cho học sinh tại quê nhà. Vào năm 1990, ông tự tay cưa, bào đục đẽo để làm ra sản phẩm đầu tiên là chiếc bàn cho học sinh trong xã. Sau đó, ông mở rộng hoạt động kinh doanh sang sản xuất hàng nội thất rồi nhiều lĩnh vực khác.
Năm 1993, ông thành lập xí nghiệp tư doanh Hoàng Anh Pleiku. Đến năm 2006, nó trở thành Công ty Cổ Phần Hoàng Anh Gia Lai với nhiều lĩnh vực kinh doanh như khoáng sản, gỗ, cao su, thủy điện, địa ốc và bóng đá. Công ty bắt đầu niêm yết chứng khoán Sở Giao dịch Chứng khoán Thành phố Hồ Chí Minh (HoSE) vào năm 2008 với mã HAG. Tính đến thời điểm tháng 11 năm 2010 tổng vốn hóa thị trường của Tập đoàn Hoàng Anh Gia Lai đạt 22.524,09 tỷ đồng.
Ông là người giàu nhất trên sàn chứng khoán Việt Nam năm 2008

### Ông bầu bóng đá
Đoàn Nguyên Đức nổi tiếng là người đam mê bóng đá, và được giới truyền thông thể thao gọi là "bầu" Đức. Từ năm 2001, ông bỏ ra mỗi năm hơn 10 tỷ đồng đầu tư cho bóng đá. Năm 2002, ông trở nên nổi tiếng vì đưa được chân sút số một Đông Nam Á Kiatisuk Senamuang về đội bóng của mình. Nhờ đó đội bóng Câu lạc bộ Hoàng Anh Gia Lai từ chỗ hạng nhất trở thành đội bóng đá 2 lần vô địch V-League và là một trong những đội dẫn đầu bóng đá chuyên nghiệp Việt Nam. Chỉ vài ba năm sau, thương hiệu Hoàng Anh Gia Lai trở nên nổi tiếng trong và ngoài nước.
Năm 2007, ông thành lập Học viện bóng đá mang tên Học viện Hoàng Anh Gia Lai - Arsenal JMG để tuyển sinh và đào tạo cầu thủ trẻ theo mô hình của Học viện cầu thủ trẻ Arsenal.
Năm 2011, ông cùng với các doanh nhân làm bóng đá khác là Võ Quốc Thắng, Nguyễn Đức Kiên đã vạch ý tưởng và thành lập Công ty Cổ phần bóng đá chuyên nghiệp Việt Nam, một doanh nghiệp chuyên điều hành giải bóng đá chuyên nghiệp Việt Nam.
Năm 2015, Với CLB HAGL, tập đoàn của ông có doanh thu đem lại lợi nhuận từ bóng đá. Với các nguồn thu từ bán vé, quảng cáo hay áo đấu, đội bóng đến từ Tây Nguyên kỳ vọng đem lại khoảng 20 tỷ.

## Thông tin thêm
- Vào năm 2008, Đoàn Nguyên Đức được xem là người Việt Nam đầu tiên có máy bay riêng [17]. Ông đã mời đại tá anh hùng không quân về hưu Nguyễn Thành Trung về lái máy bay riêng cho mình[18]

## Tập đoàn Hoàng Anh Gia Lai
- Theo báo cáo tài chính cuối năm 2011, Tập đoàn Hoàng Anh Gia Lai mà ông Đoàn Nguyên Đức đang sở hữu số nợ phải trả là 15.493 tỷ đồng, bằng 63% tổng tài sản, trong đó các khoản nợ phải chịu lãi suất là 11.622 tỷ đồng, bao gồm các khoản vay ngân hàng, trái phiếu thông thường và trái phiếu chuyển đổi. Thậm chí có chuyên gia cho rằng số nợ như vậy có nhiều rủi ro[19]. Tuy vậy, đại diện tài chính của Tập đoàn cho rằng trong tổng số nợ, có đến hơn 70% là nguồn vốn dài hạn nên sẽ không có rủi ro lớn về tính thanh khoản[20].
- Cho đến thời điểm kết thúc năm 2012, tổng vốn chủ sở hữu của HAGL ở mức 9.765 tỷ VND, trong khi số nợ vay thì lên đến 16.131 tỷ. Điều này có nghĩa là số tiền vay nợ cao hơn phần vốn chủ sở hữu đăng ký giấy phép là 6.456 tỷ VND (chưa tính đến giá trị khối tài sản sở hữu). HAGL được cho là ở trong thế "cưỡi cọp" [21].
- Năm 2015, Chủ tịch CTCP Hoàng Anh Gia Lai có thể sẽ "đút túi" 764 tỷ đồng nhờ cổ tức được chia từ cổ phần góp vốn vào Cty[22]

### Vụ đồn điền cao su ở Lào và Campuchia
Cùng với Tập đoàn công nghiệp cao su, HAGL là tập đoàn Việt Nam thứ hai bị tổ chức Global Witness cho rằng đã dính líu vào việc phá rừng và mua đất tại Lào và Campuchia, gây ra những hệ lụy 'về môi trường và xã hội" '.